# Daniel Fridman
Daniel Fridman (* 15. Februar 1976 in Riga) ist ein deutscher Großmeister im Schach und dreifacher Deutscher Meister (2008, 2012 und 2014).

## Leben
Daniel Fridman wurde in der Lettischen SSR geboren. Im Jahr 1999 siedelte Fridman nach Deutschland über, wo bereits seine Familie lebte. Seit 2007 hat er die deutsche Staatsangehörigkeit und ist für den Deutschen Schachbund spielberechtigt. Daniel Fridman lebt in Bochum und ist mit der Schachspielerin Anna Zatonskih verheiratet, gemeinsam haben sie eine Tochter (* 2007) und einen Sohn (* 2015). Fridmans Bruder Rafael trägt den Titel eines Internationalen Meisters.

## Schachkarriere

### Einzelerfolge
Fridman belegte 1992 bei den U16-Weltmeisterschaften den dritten Platz, punktgleich mit Pjotr Swidler. 1995 wurde er Internationaler Meister und trägt seit 2001 den Titel eines Schachgroßmeisters. Fridman zählt zu den stärksten Blitzspielern der Welt, so gewann er den Blitzschachwettbewerb der Makkabiade 2009 vor Boris Gelfand, Judit Polgár und Pawel Eljanow.
Zu seinen zahlreichen Erfolgen wie in Marseille 2006 (1.–2.), Nürnberg 2006 (1.–3.), Lausanne 2006 (1.), Venaccu 2006 (Korsika, 1.) und Liverpool 2007 (1.) zählen eine Reihe von Internet-Turnieren, so gewann er im Jahr 2005 die Deutsche Internetmeisterschaft. Im Jahre 2008 gewann er in Bad Wörishofen mit 7,5 Punkten aus 9 Partien zum ersten Mal die deutsche Einzelmeisterschaft.
Im März 2012 wurde er in Osterburg (Altmark) mit 7,5 Punkten aus 9 Partien erneut deutscher Einzelmeister. Im November 2012 gewann er das Remco Heite Einladungsturnier in Wolvega (Niederlande) vor Loek van Wely. 2014 gewann er in Verden zum dritten Mal die Deutsche Meisterschaft, 2015 die erste Ausgabe des German Masters, 2019 das Grenke Chess Open.

### Mannschaftsschach

#### Nationalmannschaft
Fridman nahm mit der lettischen Mannschaft an drei Schacholympiaden (1996, 2004 und 2006) teil. Bei der Schacholympiade 2008 vertrat er erstmals Deutschland. Sein Ergebnis von 7 aus 10 war das beste Einzelergebnis der Mannschaft, er erreichte damit am vierten Brett das drittbeste Einzelergebnis. Diesen Erfolg konnte Fridman bei der Schacholympiade 2012 wiederholen. Bei der Schacholympiade 2014 spielte er am dritten Brett und bei den Schacholympiaden 2016 und 2018 spielte er an Brett 4. Bei der Schacholympiade 2018 holte er dabei in der Einzelwertung die Goldmedaille am 4. Brett. Dies war die erste Goldmedaille für einen Deutschen seit 1990.
An der Mannschaftseuropameisterschaft nahm Fridman 1997 mit der lettischen Mannschaft, 2009, 2011, 2013, 2015 und 2017 mit der deutschen Mannschaft teil, die diesen Wettbewerb 2011 gewann. Dieser Erfolg ermöglichte der deutschen Mannschaft die Teilnahme an der Mannschaftsweltmeisterschaft 2013, bei der Daniel Fridman ebenfalls nominiert wurde und mit einem Ergebnis von 4,5 Punkten aus 7 Partien das beste Einzelergebnis am dritten Brett erreichte.

#### Vereinsschach
In Deutschland spielte Fridman von 1997 bis 2003 für den Essener Verein Weiße Dame Borbeck, der zunächst in der Verbandsliga Ruhrgebiet, danach drei Jahre in der NRW-Oberliga und anschließend in der 2. Bundesliga spielte. Seit 2004 spielt er in der Bundesliga für den SV Mülheim-Nord und ist dort auch Mannschaftsführer. Fridman ist außerdem in den Niederlanden seit 2004 beim HMC Calder aktiv, in Belgien spielte er in der Saison 2006/07 in der zweiten Mannschaft des KSK 47 Eynatten, in der Saison 2007/08 beim Meister Vliegend Peerd Bredene; seit 2008 gehört er den Schachfreunden Wirtzfeld an, mit denen er in den Saisons 2008/09, 2012/13 und 2017/18 belgischer Mannschaftsmeister wurde.
Einzelne Einsätze hatte Fridman zudem in der Saison 2006/07 der französischen Top 16 beim Club de Chess 15 Paris, in der Saison 2007/08 der luxemburgischen Division nationale bei Cercle d'échecs Dudelange und in der Saison 2018/19 der britischen Four Nations Chess League bei Manx Liberty. Am European Club Cup nahm er 2008 mit dem SV Mülheim-Nord und 2009 mit dem HMC Calder teil.